# Pakoszów (Gorzów Śląski)

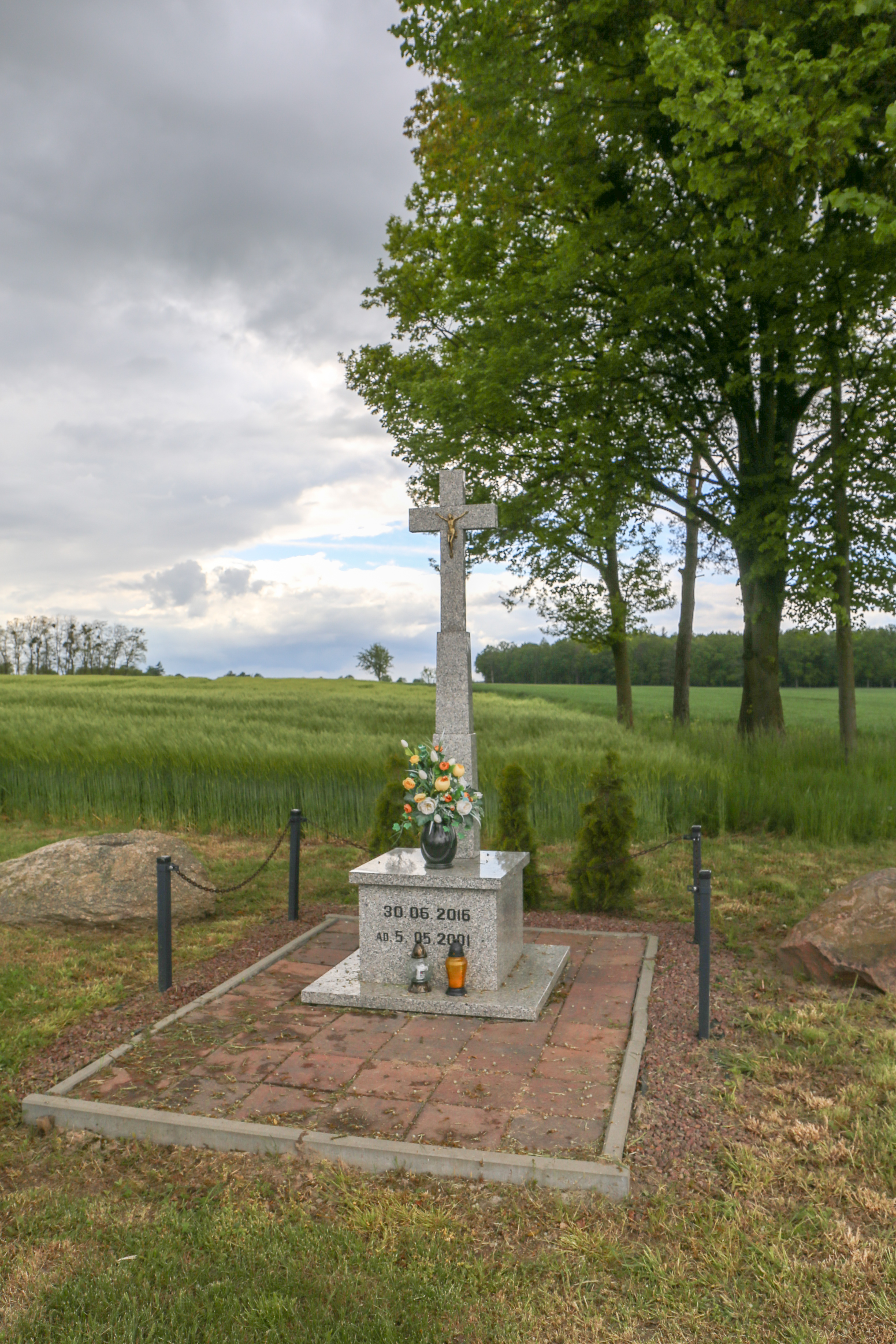
Wegkreuz im Ort

Pakoszów (deutsch Donnersmarck) ist eine Ortschaft in Oberschlesien. Der Ort liegt in der Gmina Gorzów Śląski (Landsberg O.S.) im Powiat Oleski (Kreis Rosenberg) der Woiwodschaft Opole in Polen.

## Geographie

### Geographische Lage
Pakoszów liegt sieben  Kilometer westlich vom Gemeindesitz Gorzów Śląski (Landsberg O.S.), 21 Kilometer nordwestlich von der Kreisstadt Olesno (Rosenberg) und rund 60 Kilometer nordöstlich von der Woiwodschaftshauptstadt Opole (Oppeln). Der Ort liegt in der Wyżyna Woźnicko-Wieluńska (Woischnik-Wieluń Hochland) innerhalb der Próg Woźnicki (Woischniker Schwelle). Nördlich des Dorfes erstreckt sich ein weitläufiges Waldgebiet.

### Nachbarorte
Nachbarorte von Pakoszów sind im Südwesten Kobyla Góra (Wesendorf) und im Osten Budzów (Busow).

## Geschichte
Der Ort wurde um 1770 im Auftrag des Grafen Henckel von Donnersmarck als Kolonie gegründet.
Nach der Neuorganisation der Provinz Schlesien gehörte die Landgemeinde Donnersmarck ab 1816 zum Landkreis Rosenberg O.S. im Regierungsbezirk Oppeln. 1845 bestanden im Dorf 26 Häuser. Im gleichen Jahr lebten in Donnersmarck 262 Menschen, davon 101 evangelisch. 1874 wird der Amtsbezirk Budsow gegründet, zu welchem Donnersmarck eingegliedert wird.
Bei der Volksabstimmung in Oberschlesien am 20. März 1921 stimmten 192 Wahlberechtigte für einen Verbleib bei Deutschland und 28 für Polen. Donnersmarck verblieb beim Deutschen Reich. 1925 lebten 295 Menschen im Ort, 1933 wiederum 288 Menschen. Am 1. April 1939 wurde Forstfelde nach Donnersmarck eingemeindet. 1939 zählte die Gemeinde Donnersmarck 644 Einwohner. Bis 1945 befand sich der Ort im Landkreis Neustadt O.S.
Als Konsequenz des Zweiten Weltkriegs kam das Dorf 1945 an Polen. Er wurde der Woiwodschaft Schlesien angeschlossen und in Pakoszów umbenannt. 1950 kam der Ort zur Woiwodschaft Opole und 1975 zur Woiwodschaft Częstochowa (Tschenstochau). 1999 kam der Ort zum wiedergegründeten Powiat Oleski und wieder zur Woiwodschaft Opole.